# Justinus II
Justinus II (tiếng Latinh: Flavius Iustinus Iunior Augustus; tiếng Hy Lạp cổ: Φλάβιος Ἰουστίνος ὁ νεώτερος; kh. 520 – 5 tháng 10 năm 578) là hoàng đế Đông La Mã từ năm 565 tới 574. Ông kết hôn với Sophia, cháu gái của Justinianus I và hoàng hậu Theodora, và qua đó trở thành thành viên của gia tộc Justinianus. Triều đại của ông được đánh dấu bằng những cuộc chiến tranh với Ba Tư và đánh mất phần lớn lãnh thổ trên bán đảo Italia. Ông đã trình Chữ thập Justinus II tới Nhà thờ Thánh Phêrô, Roma.

## Cai trị

### Lên ngôi
Justinianus I qua đời vào đêm ngày 14 đến 15 tháng 11 năm 565. Callinicus, quan cubiculi praepositus sacri, dường như là người duy nhất ở cạnh Justinianus lúc ông băng, đã tuyên bố sau đó rằng Justinianus trước lúc hấp hối đã chỉ định "Justinus, con trai của Vigilantia" là người thừa kế của mình. Justin, con trai của Germanus là một người cháu khác của Justinianus cũng là ứng cử viên cho ngôi hoàng đế. Các sử gia hiện đại nghi ngờ rằng, chính Callinicus đã ngụy biện ra những lời nói trước lúc chết của Justinianus để giúp cho đồng minh chính trị của ông lên ngôi. Robert Browning (một sử gia hiện đại) nhận xét: "Có thực là Justinianus đã nói ra nhưng lời cuối cùng này để chọn ra một người [kế vị], hay Callinicus đã tự làm ra nó cho riêng mình? Chỉ có Callinicus mới biết được."